# 尼克·森澤爾
尼可拉斯·彼得·森澤爾（英語：Nicholas Peter Senzel，1995年6月29日—），為美國職棒大聯盟的外野手，目前為自由球員，他先前曾效力於紅人、國民與白襪等隊。他在2016年大聯盟選秀中於第一輪第2順位被紅人隊選走，並在2019年登上大聯盟。

## 職業生涯

### 辛辛那提紅人
森澤爾在2019年5月3日登上大聯盟，他在初登板的第5個打席敲出內野安打，成為他的大聯盟首安。5月4日，他敲出大聯盟首轟。整個5月份他的打擊率為2成79，並敲出4轟與12分打點。
9月12日，他因為盂唇撕裂傷而進入傷兵名單。整季他的打擊率為2成56，並敲出12轟與42分打點。
2020年8月至9月間，他因為不明原因缺席27場比賽。整年他的打擊率僅1成86，並敲出2轟與8分打點。2021年6月13日，森澤爾因為膝蓋發炎進入60天傷兵名單。

## 外部連結
- 球員資訊和成績在MLB，ESPN，Baseball-Reference，Fangraphs（英文）